# Rudolf Sokol
Rudolf Sokol (26. července 1873 Sadská – 3. února 1927 Praha) byl český geolog a pedagog. Publikoval v češtině a v němčině práce zejména z oboru petrografie a geomorfologie.

## Život
Navštěvoval reálné gymnázium v Praze. Vystudoval přírodní vědy na Filosofické fakultě Univerzity Karlovy v Praze. Od roku 1901 pokračoval ve studiu na univerzitách v Greifswaldu a Jeně. Vyučoval přírodovědné předměty v Plzni a na pražském reálném gymnáziu. V roce 1915 získal doktorát na Karlově univerzitě prací o určování živců Fouqeého metodou. Po habilitaci v roce 1918 se stal soukromým profesorem na Karlově univerzitě. V roce 1926 se habilitoval na ČVUT v Praze v oboru geologie. V roce 1927 byl navržen na profesuru geologie na Karlově univerzitě. Zemřel však náhle v únoru 1927, než mohl nastoupit na tuto profesuru. Jeho učebnice Geological Internship byla vydána až po jeho smrti.

### Pamětní deska
Ve vchodu domu v ul. Elišky Krásnohorské 123/10, Praha – Staré Město je umístěna pamětní deska s nápisem „Zde žil, pracoval a 3. 2. 1927 zemřel prof. PhDr. Rudolf Sokol, učitel a geolog český“.

## Výběr z díla
- Český les: geologický průřez horstvem a předhořím
- Morfologický vývoj západních Čech
- Geologie výzkumná
- Geologisches Praktikum
- Bemerkungen zu geomorphologischen Methoden.
- Die Flußterrassen.
- Kompass in Bergbauwesen und Geologie.